# Slotket

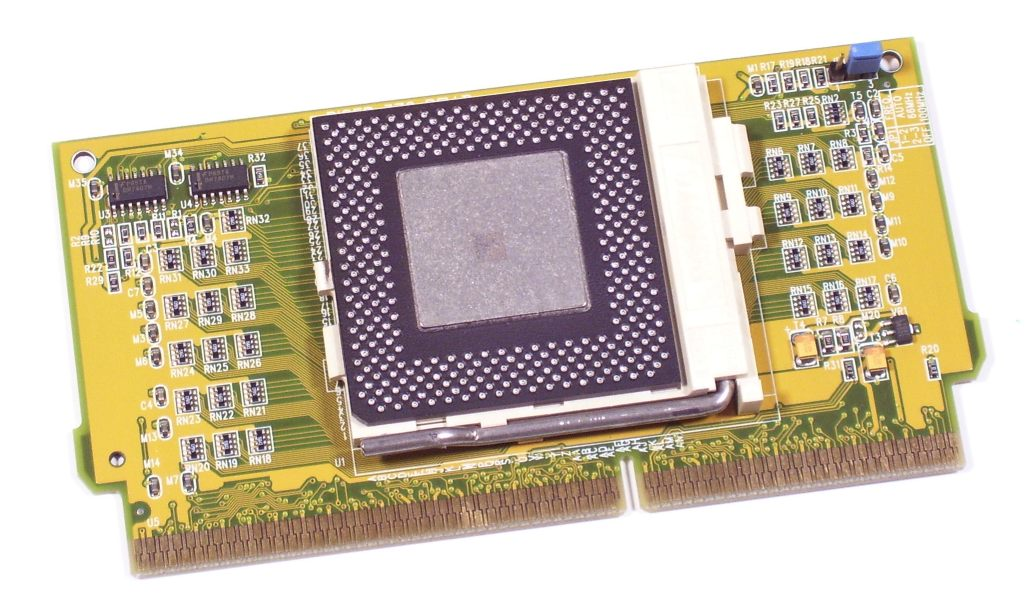
Socket 370 Slotket adaptér

V terminologii hardwaru je Slotket (známé také jako slockets) adaptér, který umožňuje připojit paticové procesory do procesorového slotu. Slotkety byly poprvé použity pro připojení procesorů Pentium Pro pro Socket 8 do Slotu 1. Později byly slotkety použity pro připojení procesorů Intel Celeron pro Socket 370 do Slotu 1.
Toto mohlo často snížit cenu počítačů, hlavně těch s dvěma procesory. Zatímco desky se Slotem 1 často nabízely sloty dva (zpravidla pro Pentium II), desky pro Celerony se socketem 370 nikoliv. Dále se slotkety používaly pro připojení procesorů Pentium III do stávajících desek se slotem.
Z různých důvodů nebyly nikdy zavedeny slotkety pro procesory AMD Athlon pro Slot A na Socket A.
V současnosti se slotkety již nepoužívají, protože jak AMD tak Intel již sloty nepoužívají.